# Christmas Offerings
Christmas Offerings es el séptimo álbum de estudio y el décimo de la banda de rock cristiano, Third Day. Fue lanzado al mercado el 17 de octubre de 2006. "Away in a Manger", "Silent Night", "The First Noel" y "Do You Hear What I Hear" son versiones en vivo. "Christmas Like A Child", "Born in Bethlehem", "Merry Christmas" y "Jesus, Light of the World" son canciones originales grabadas en estudio.

## Lista de canciones
| N.º | Título                         | Letras                     | Música                     | Duración |  |
| 1.  | «O Come All Ye Faithful»       | John Francis Wade          | John Francis Wade          | 3:51     |  |
| 2.  | «Do You Hear What I Hear?»     | Noel Regeney/Gloria Shayne | Noel Regeney/Gloria Shayne | 3:35     |  |
| 3.  | «Born In Bethlehem»            | Mac Powell                 | Third Day                  | 3:42     |  |
| 4.  | «O Holy Night»                 | Placide Cappeau            | Adolphe C. Adam            | 4:04     |  |
| 5.  | «Angels We Have Heard On High» | Villancico francés         | Villancico francés         | 3:47     |  |
| 6.  | «Silent Night»                 | Joseph Mohr                | Franz X. Gruber            | 4:07     |  |
| 7.  | «Jesus, Light Of The World»    | Mark Lee                   | Third Day                  | 3:55     |  |
| 8.  | «Joy To The World»             | Isaac Watts                | Lowell Mason               | 3:35     |  |
| 9.  | «What Child Is This?»          | William Chatterton Dix     | William Chatterton Dix     | 3:30     |  |
| 10. | «The First Noel»               | Villancico inglés          | Villancico inglés          | 2:59     |  |
| 11. | «Christmas Like A Child»       | Tai Anderson               | Third Day                  | 4:02     |  |
| 12. | «Away In A Manger»             | Anónimo                    | James R. Murray            | 3:54     |  |
| 13. | «Merry Christmas»              | Brad Avery                 | Third Day                  | 6:30     |  |

## Premios
En 2007, el álbum recibió un Premio Dove por álbum navideño del año en la trigésimo octava entrega de los Premios Dove.

## Créditos
- Tai Anderson – Bajo, dirección artística, miembro de Third Day
- Robert Ascroft – Fotografía
- Brad Avery – Guitarra, miembro de Third Day
- Blaine Barcus – A&R
- Brandon Brooks – Violonchelo
- David Carr – Batería, miembro de Third Day
- James Chadwick – Traducción
- John Sullivan Dwight – Traducción
- Laura Harrington – Ingeniera asistente
- Terry Hemmings – Productor ejecutivo
- Mark "Anarchy" Lee – Guitarra, miembro de Third Day
- Stephanie McBrayer – Dirección artística
- Don McCollister – Voz de fondo, productor, ingeniero, mezcla
- Jonathan Medley – Ingeniero asistente
- Frederick Oakeley – Traducción
- Tim Parker – Dirección artística
- Michelle Pearson – A&R
- Mac Powell – Guitarra acústica, voz principal, voz de fondo, miembro de Third Day
- Kris Sampson – Ingeniero asistente
- Traci Sgrignoli – Maquilladora, estilista
- Tony Terrebonne – Ingeniero, ingeniero asistente
- Stephanie Waldrop – Dirección artística
- Craig White – Ingeniero
- Scotty Wilbanks – Piano, teclados, órgano
- Hank Williams – Masterización
- John E Young – Traducción